# Château Cantenac Brown
Le Château Cantenac Brown, est un domaine viticole de 60,5 hectares situé à Cantenac en Gironde. En AOC margaux, il est classé troisième grand cru dans la classification officielle des vins de Bordeaux de 1855.

## Histoire du domaine

### Des origines auXIXesiècle
Jacques Boyd, écuyer du roi, achète en 1754 quelques terres sur la paroisse de Cantenac, créant ainsi un domaine viticole qui donnera naissance à deux propriétés : Boyd-Cantenac et Cantenac Brown.
En 1806, John-Lewis Brown, un Français d'origine écossaise, achète des vignes qui prendront son nom. Il y fait construire une maison bourgeoise de style Tudor. C'est là que John-Lewis Brown, futur peintre animalier et petit-fils du fondateur de la propriété, passa son enfance. Il trouva l’inspiration au sein de ses terres qu’il dépeint et partage avec ses amis Degas, Manet, Pissarro et Toulouse-Lautrec. Il fait de Cantenac Brown un foyer artistique, à l’avant-garde de l’impressionnisme.
Le château est vendu en 1843 à un banquier du nom de Gromard. Ce dernier est à la tête du domaine en 1855, date à laquelle la propriété est classée troisième grand cru classé sous le nom de Boyd puis Cantenac Brown au moment de la division du domaine.
En 1860, le vignoble est vendu à Louis Armand Lalande qui agrandit considérablement le château en conservant son style Tudor.

Illustrations du château Cantenac Brown au XIXe siècle
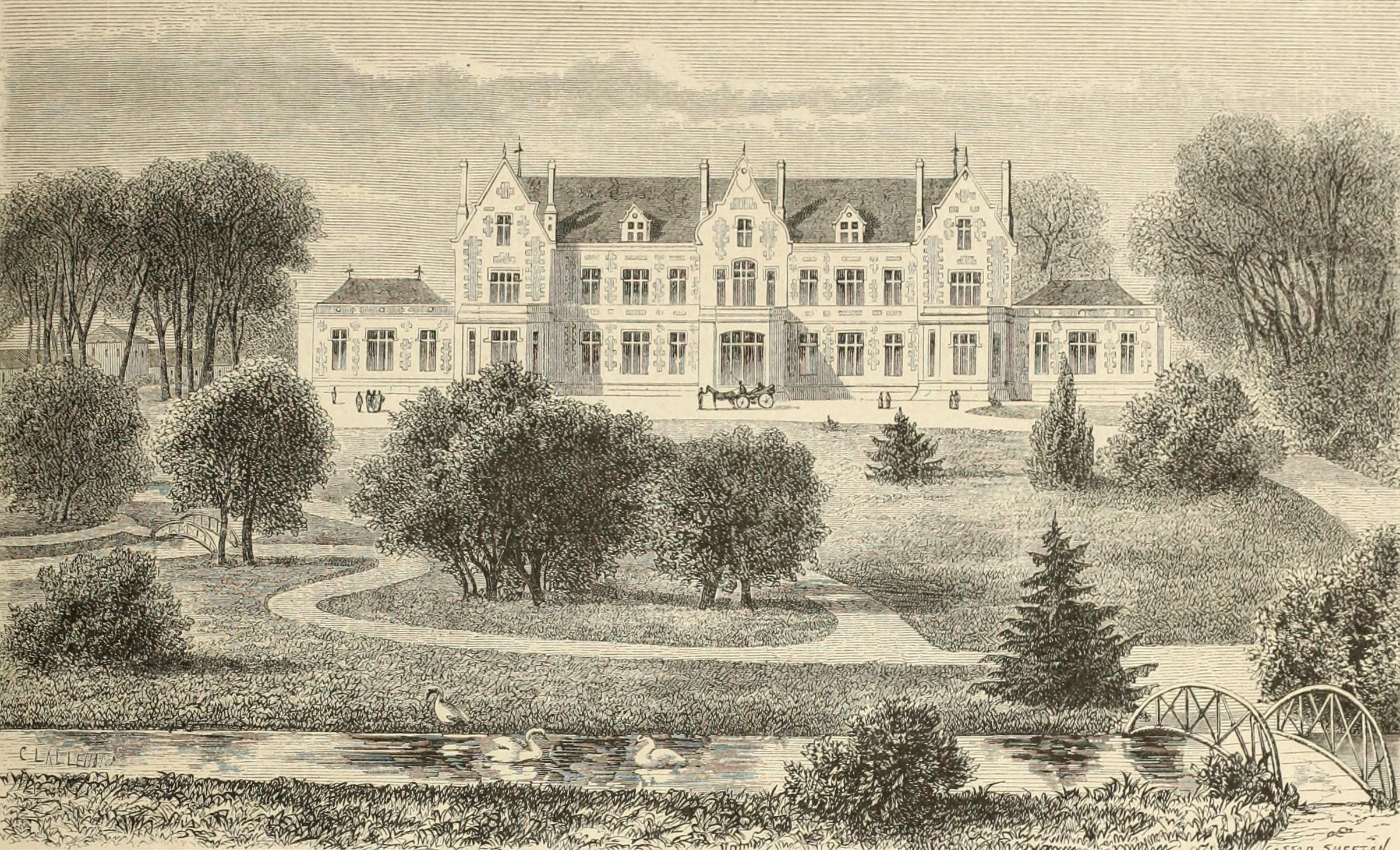
En 1838.
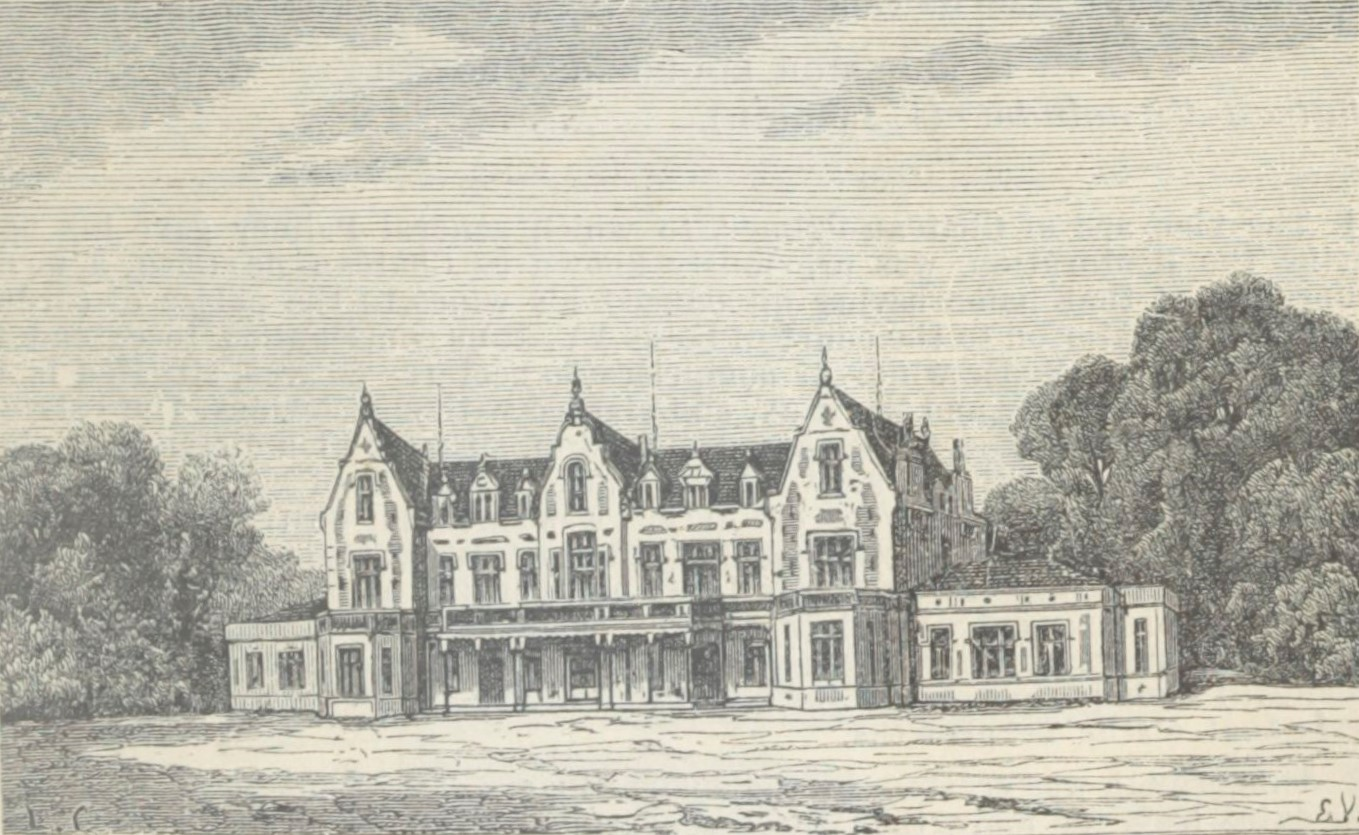
En 1898.

### AuxXXeetXXIesiècles
Madame Edouard Lawton (née Lalande) transmet la propriété en 1935 à son fils Jean, qui la cède en 1968 à la famille Du Vivier. En 1987 la propriété est vendue à la Compagnie du Midi, qui entreprend de rénover les chais. Elle est rachetée par AXA Millésimes en 1989.
En 2006, le château est repris par la famille de Simon Halabi (en), un Anglais d'origine Syrienne, qui décide de donner une nouvelle impulsion à Cantenac Brown en s'entourant de José Sanfins et de son équipe.
Le directeur actuel, José Sanfins, est indissociable de l’histoire moderne de la propriété. Arrivé en tant que stagiaire sur la propriété en 1989, il en devient le gestionnaire en 1998. José Sanfins a grandi sur une île de l’estuaire de la Gironde et a gardé en héritage le sens du travail de la terre et du respect de la nature.
Fin 2019, Cantenac Brown change de main et passe sous le contrôle de la famille Le Lous, entrepreneurs français du secteur médical (groupe Urgo). Tristan Le Lous, ingénieur agronome et passionné d’œnologie représente la famille et demeure engagé dans la conduite de la propriété.
Début 2020, un projet de chai écoresponsable imaginé par l’architecte Philippe Madec est annoncé. L'exigence de qualité environnementale est portée à un niveau élevé : le projet sera réalisé entièrement en terre crue et en bois massif brut biosourcés. Ces matériaux, naturels et non traités, proviendront de la région Aquitaine et visent l’objectif zéro carbone. Les murs du chai seront réalisés selon la technique de pisé : la terre crue sera compressée directement sur place pour dresser les murs. Cette technique permettra de garantir une inertie thermique et une hygrométrie optimale pour l’élevage du vin sans climatisation. Le cuvier sera composé de plusieurs petites cuves pour permettre plus de précision au moment de l’assemblage. Le projet sera intégré à l’enceinte du bâtiment actuel pour ne pas dénaturer la propriété. La livraison du chai est prévue pour les vendanges 2023.

Cantenac Brown en images
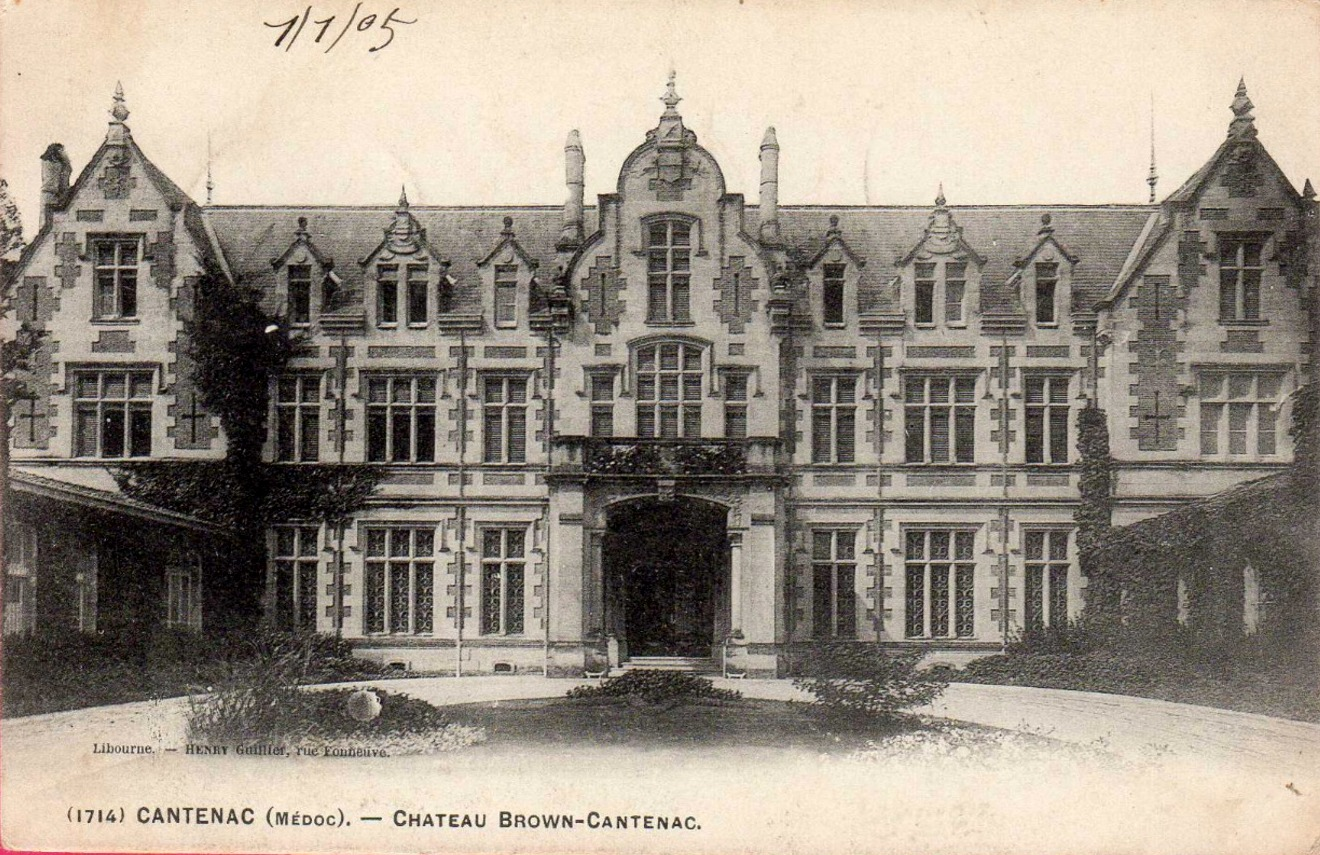
Le château vers 1900.
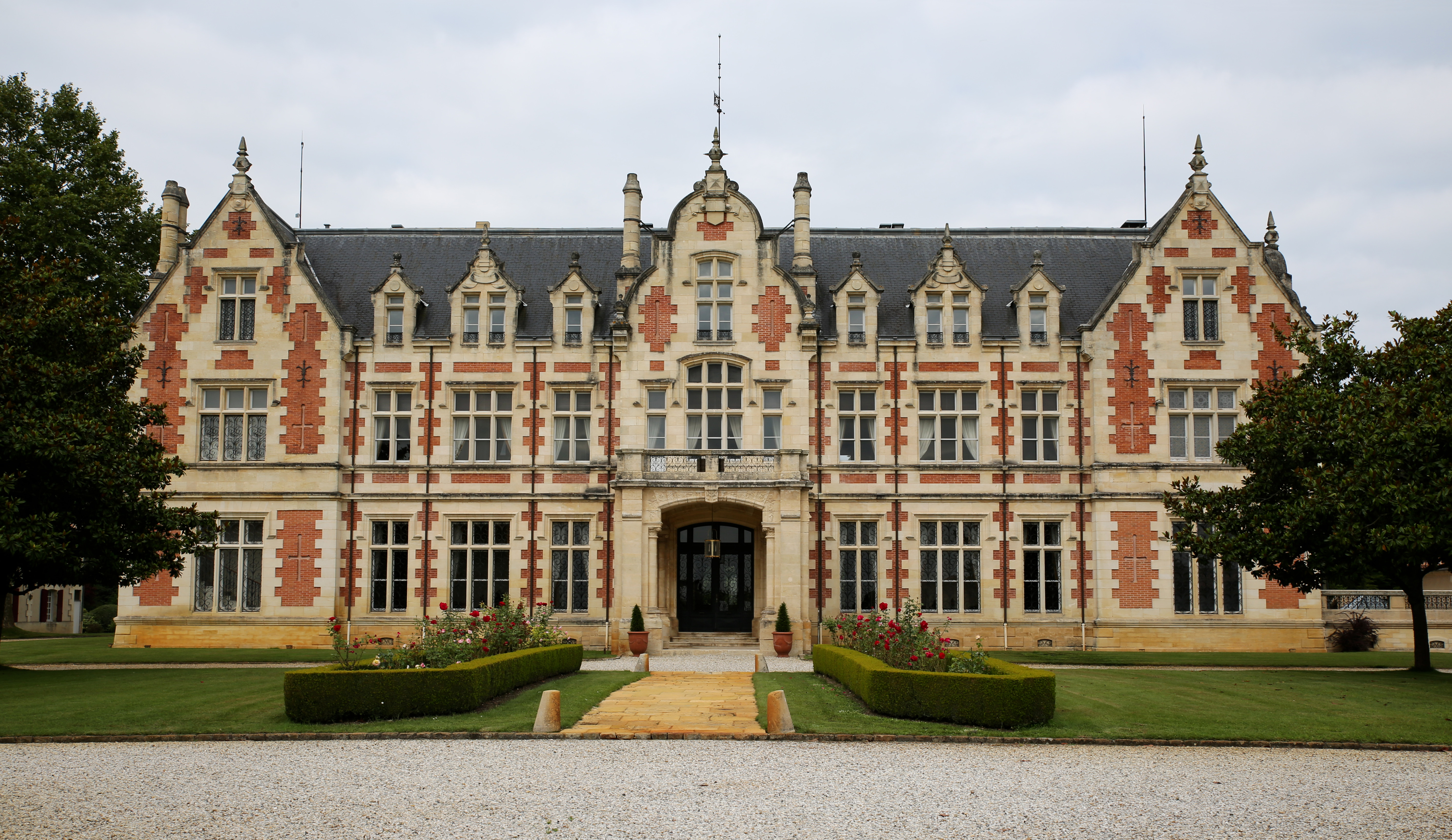
Façade du château.
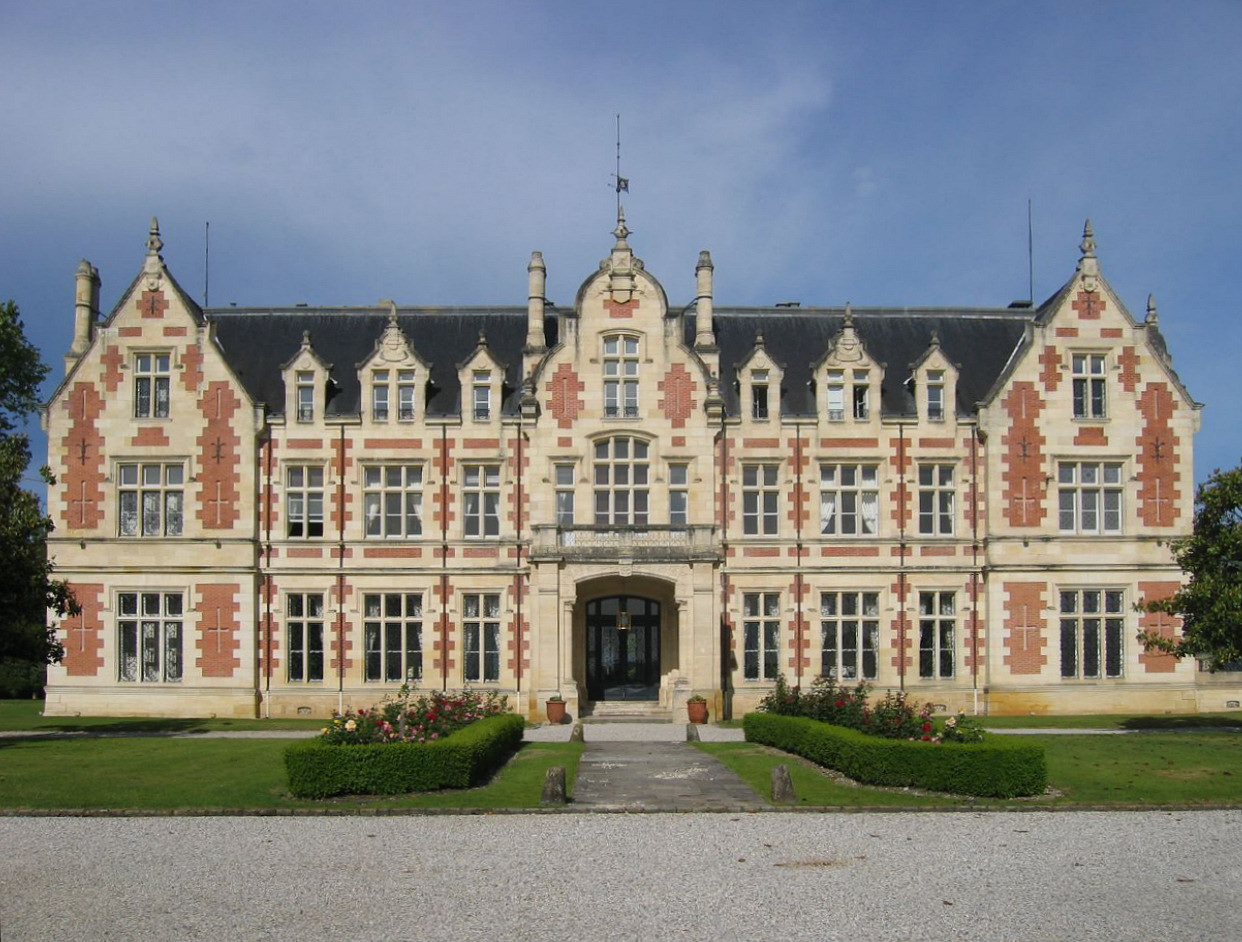
Le château depuis le parc.
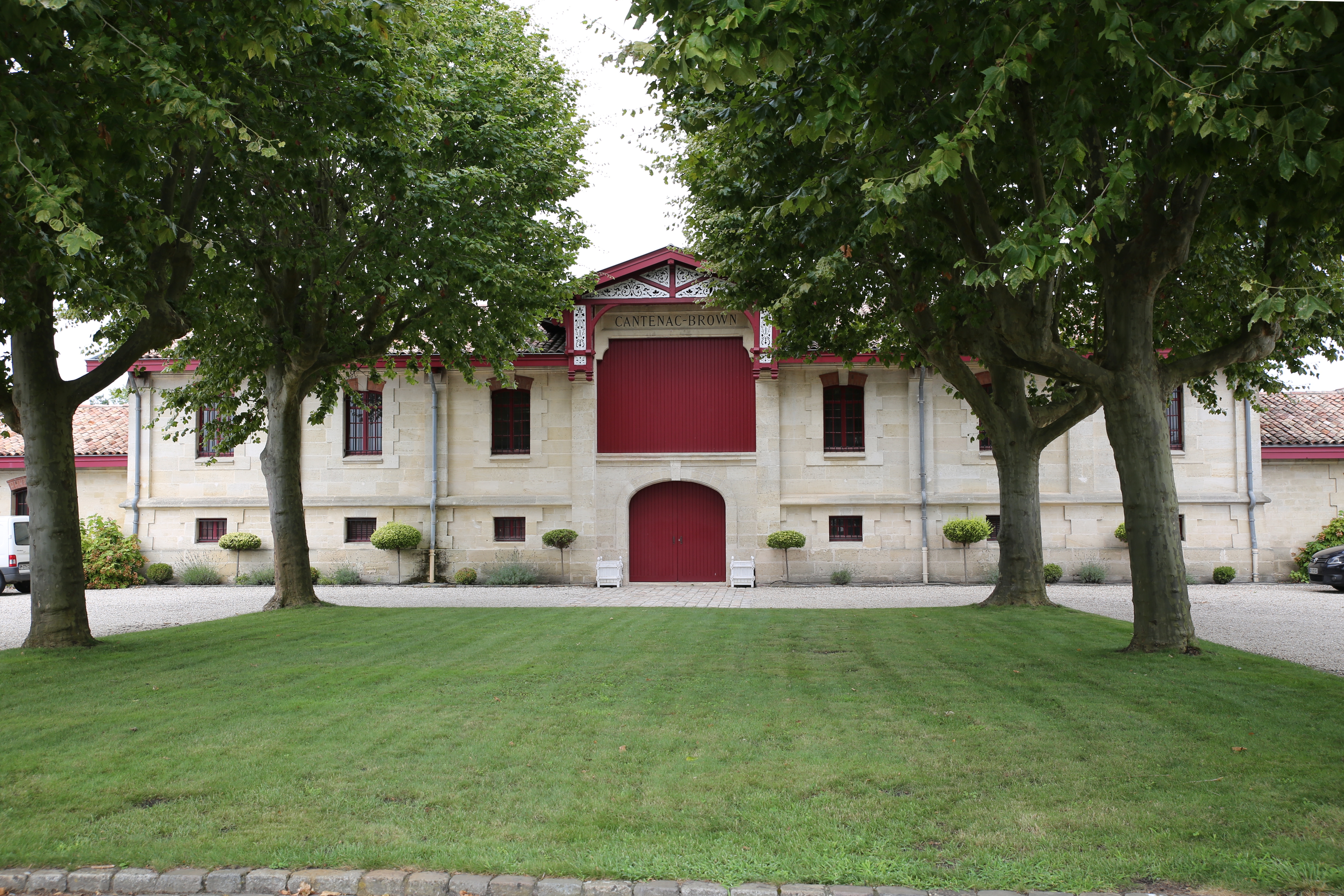
Bâtiment abritant les chais.

## Vignoble
Depuis 1996, une politique de culture raisonnée est menée sur l’ensemble du vignoble par les 30 membres de l'équipe. Il est situé sur des terres pierreuses du sud du village ; un sol de grave typique du Médoc. L'âge moyen des vignes est de 35 ans taillées en Guyot double, la densité de plantation est de 8 500 à 10 000 pieds par hectare.
L'encépagement est composé à 65 % de cabernet sauvignon, 30 % de merlot et 5 % de cabernet franc qui donnent des vins au bouquet intense, propices au vieillissement.

## Vins
Le domaine produit trois vins :
- Le château Cantenac Brown, le premier vin d'appellation Margaux, vieilli en fûts de chêne français ;
- « Brio de Cantenac Brown », le second vin d'appellation Margaux, vieilli en fûts de chêne français ;
- « Alto de Cantenac Brown », un vin blanc d'appellation « Bordeaux », produit depuis 2011 sur 1,8 hectare composé à 90 % de sauvignon blanc et à 10 % de sémillon.